# Senegal na Zimowych Igrzyskach Olimpijskich 1994
Senegal na Zimowych Igrzyskach Olimpijskich 1994 w norweskim Lillehammer reprezentował jeden zawodnik. Był nim narciarz alpejski – Lamine Guèye.
Chorążym tej reprezentacji był Lamine Guèye.
Był to trzeci start Senegalu na zimowych igrzyskach olimpijskich.

## Wyniki

### Narciarstwo alpejskie
- Lamine Guèye
  - zjazd – nie ukończył